# Federación Boliviana de Básquetbol
La Federación Boliviana de Básquetbol (FEBOBASQ) es la principal institución encargada de masificar, difundir y promover la práctica del baloncesto en Bolivia.
El organismo es el encargado de regularizar los torneos de la Liga Boliviana de Básquetbol (Libobásquet) y la Liga Boliviana de Básquetbol Femenino junto a la Selección Boliviana de baloncesto, perteneciente a la Federación Internacional de Baloncesto (FIBA), FIBA Américas y a la Asociación de Básquetbol Sudamericano (ABASU).
La Federación cuenta con 31 asociaciones avaladas en los 9 departamentos del país.

## Torneos organizados

### Torneos de clubes
Torneos Masculinos:
- Liga Boliviana de Básquetbol:
  - (6 temporadas)

- Liga Superior de Baloncesto Boliviano:
  - (12 temporadas)

- Liga Boliviana de Básquetbol Menor
  - (1 temporada)

Torneos Femeninos:
- Liga Boliviana de Básquetbol Femenino:
  - (3 temporadas)

- Liga Superior de Baloncesto Boliviano Femenino
  - (- temporadas)

- Liga Boliviana de Básquetbol Menor Femenino
  - (1 temporada)

## Ranking FIBA

### Masculino

#### 2016
| Puesto | Equipo  | Puntos | +/- | Fecha    |
| ------ | ------- | ------ | --- | -------- |
| 133    | Bolivia | ¿?     | ¿?  | 28/06/16 |

#### 2018
| Puesto | Equipo  | Puntos | +/- | Fecha    |
| ------ | ------- | ------ | --- | -------- |
| 119    | Bolivia | ¿?     | ¿?  | ¿?       |
| 124    | Bolivia | 13.7   | -5  | 7/07/18  |
| 125    | Bolivia | ¿?     | -1  | 25/09/18 |
| 129    | Bolivia | 65.6   | -4  | 4/12/18  |

#### 2019
| Puesto | Equipo  | Puntos | +/- | Fecha    |
| ------ | ------- | ------ | --- | -------- |
| 129    | Bolivia | 65.6   | 0   | 26/02/19 |
| 115    | Bolivia | 75.9   | +14 | 16/09/19 |

#### 2020
| Puesto | Equipo  | Puntos | +/- | Fecha    |
| ------ | ------- | ------ | --- | -------- |
| 117    | Bolivia | 75.0   | -2  | 03/03/20 |